# Весільний рік
«Весільний рік» (англ. The Wedding Year) — американська романтична кінокомедія 2019 року режисера Роберта Лукетича з Сарою Гайленд, Тайлером Джеймсом Вільямсом, Дженною Дуан, Меттом Шивелі та Анною Кемп у головних ролях.
У США прем'єра фільму відбулась 20 вересня 2019 року за сприяння Entertainment Studios Motion Pictures. Прем'єра в Україні запланована на 28 листопада 2019 року.

## У ролях
| Актор                 | Роль         |
| --------------------- | ------------ |
| Сара Гайленд          | Мара Гікі    |
| Тайлер Джеймс Вільямс | Джейк Ріддік |
| Метт Шивелі           | Алекс        |
| Дженна Деван          | Джессіка     |
| Анна Кемп             | Еллі         |
| Ванда Сайкс           | Джанет       |
| Кіт Девід             | Престон      |
| Том Конноллі          | Зак          |
| Грейс Гелбіг          | Келлі        |

## Виробництво

### Розвиток
4 серпня 2016 року повідомлялося, що компанія Lakeshore Entertainment придбала сценарій романтичної кінокомедії Дональда Дієго. 1 травня 2018 року було оголошено, що Lakeshore презентуватиме фільм для продажу на Каннському кінофестивалі 2018 року.
Режисером фільму став Роберт Лукетич, продюсерами — Гарі Лучезі, Марк Рід та Марк Коршак, а виконавчим — Сара Гайленд.

### Кастинг
1 травня 2018 року було оголошено, що Сара Гайленд зіграє головну героїню Мару Гікі, фотографа з Лос-Анджелеса, у романтичній комедії. 29 травня 2018 року Тайлер Джеймс Вільямс приєднався як Джейк Ріддік, хлопець Мари Гікі. 30 травня 2018 року було оголошено, що ролі отримали Анна Кемп, Ванда Сайкс, Дженна Деван, Кіт Девід, Патрік Ворбертон, Том Конноллі, Грейс Гелбіг та Фред Гранді. Однак Ворбертон та Гранді вибули з невідомих причин.

### Зйомки
Основні зйомки розпочалися 21 травня 2018 року в Лос-Анджелесі, США. Зйомки тривали до 10 липня 2018 року.

## Випуск
У травні 2019 року Entertainment Studios Motion Pictures придбали права на розповсюдження фільму.
У США фільм вийшов у прокат 20 вересня 2019 року.